# Esquinita-(Y)
L'esquinita-(Y) és un mineral de la classe dels òxids, que pertany al grup de l'esquinita. El nom prové del grec αισχύνη (aeschyne) que significa vergonya, deshonra o ignomínia; perquè els químics tingueren complicacions amb les separacions del titani dels zircons en algunes mostres. és l'anàleg d'itri de l'esquinita-(Ce). És el mineral més freqüent del grup al qual pertany. Forma sèrie amb la tantalesquinita-(Y).

## Característiques
L'esquinita-(Y) és un òxid aprovat com a espècie vàlida per l'Associació Mineralògica Internacional. La seva fórmula química va ser redefinida l'any 2025, passant a ser: Y(TiNb)O₆. Cristal·litza en el sistema ortoròmbic. La seva duresa a l'escala de Mohs és 5 a 6.

## Formació i jaciments
L'esquinita-(Y) s'ha descrit a tots els continents tret d'Oceania i Amèrica del Sud. A Catalunya s'ha descrit al Cap de Creus (Alt Empordà), en un context de metamorfisme.